# Aeroportul Nicaro
Aeroportul Nicaro (IATA: ICR, ICAO: MUNC) este un aeroport din Nicaro-Levisa⁠(d), Mayarí⁠(d), Provincia de Holguín⁠(d), Cuba.
Situat la o altitudine de 8 m, aeroportul dispune de o singură pistă.